# Istituto Max Planck di fisica del plasma
L'Istituto Max Planck di fisica del plasma (in tedesco: Max-Planck-Institut für Plasmaphysik, IPP) sito a Garching bei München e il suo istituto distaccato a Greifswald si dedicano alla ricerca sulla fisica e tecnologia delle centrali a fusione nucleare. L'IPP è un istituto della Società Max Planck e un membro associato della Helmholtz-Gemeinschaft.
Con circa 1100 dipendenti, di cui circa 700 a Garching e 400 a Greifswald, lIPP è uno dei maggiori centri di ricerca sulla fusione in Europa. Gli attuali nove dipartimenti dell'istituto studiano il confinamento magnetico di plasmi di Idrogeno ad altissima temperatura, sviluppano dispositivi per il riscaldamento del plasma e metodi di misura per analizzarne le proprietà, si occupano di teoria dei plasmi, tecnica dei campi magnetici, ricerca sui materiali, interazione plasma-parete, raccolta ed elaborazione dei dati. All'istituto appartengono inoltre i gruppi di "Diagnostica dei Plasmi" alla Humboldt-Universität zu Berlin, "Spettroscopia elettronica" a Berlino e "Processi di superficie" alla Universität Bayreuth. Insieme alla Ernst-Moritz-Arndt-Universität Greifswald l'istituto di Greifswald tiene la "International Max Planck Research School for Bounded Plasmas", un programma di ricerca per dottorandi nel campo della fisica del plasma.

## Storia
L'IPP venne fondato nel 1960 a Garching prima come società  a responsabilità limitata (GmbH), con la Società Max Planck e il fisico Werner Heisenberg come soci. Nel 1971 l'istituto venne incorporato nella Società Max Planck. Nel 1994 venne fondato l'istituto distaccato di Greifswald. Dal 1961 l'IPP fa parte del "Programma Europeo di Ricerca sulla Fusione", che è coordinato dalla Comunità europea dell'energia atomica (EURATOM). I finanziatori dell'istituto sono l'Unione europea, la Repubblica Federale Tedesca, la Baviera e il Meclemburgo-Pomerania Anteriore.
Fra gli esperimenti più importanti nella storia dell'IPP si contano gli stellaratori Wendelstein 2a (dal 1968 al 1974), Wendelstein 7-A (dal 1976 al 1985) e Wendelstein 7-AS (dal 1988 al 2002) così come i tokamak Pulsator (dal 1973 al 1979) e ASDEX (dal 1980 al 1990).
Dal 1991, a Garching è in funzione il tokamak ASDEX Upgrade, il più grande reattore a fusione sperimentale tedesco; nell'istituto distaccato di Greifswald si sta costruendo lo stellarator Wendelstein 7-X. L'IPP partecipa inoltre considerabilmente alla gestione dell'esperimento europeo Joint European Torus (JET) (dal 1983) a Culham, in Inghilterra, attualmente il più grande reattore a fusione al mondo. L'IPP ha contribuito alla progettazione del reattore internazionale ITER, la cui costruzione inizierà nel 2009. L'istituto sarà impegnato anche nella conduzione scientifica del reattore.